# Duberria
Duberria — рід змій родини Pseudoxyrhophiidae. Представники цього роду мешкають в Східній і Південній Африці.

## Опис
Представники роду Duberria — це невеликі, неотруйні, наземні змії. Вони поширені від Ефіопії до ПАР. Живляться равликами.

## Види
Рід Duberria нараховує 5 видів:
- Duberria atriventris (Sternfeld, 1912)
- Duberria lutrix (Linnaeus, 1758)
- Duberria rhodesiana (Broadley, 1958)
- Duberria shirana (Boulenger, 1894)
- Duberria variegata (Peters, 1854)